# Lene Byberg
Lene Byberg (Stavanger, 25 de noviembre de 1982) es una deportista noruega que compitió en ciclismo de montaña en la disciplina de campo a través. Ganó una medalla de plata en el Campeonato Mundial de Ciclismo de Montaña de 2009, en la prueba de campo a través.

## Palmarés internacional
| Campeonato Mundial | Campeonato Mundial   | Campeonato Mundial | Campeonato Mundial |
| Año                | Lugar                | Medalla            | Competición        |
| ------------------ | -------------------- | ------------------ | ------------------ |
| 2009               | Camberra (Australia) | Medalla de plata   | Campo a través     |